# Marc-Antoine Jullien
Pour les articles homonymes, voir Jullien.
Marc-Antoine Jullien, dit Jullien de la Drôme né à Bourg-de-Péage le 18 avril 1744 et mort à Pizançon le 27 septembre 1821, est un pédagogue et homme politique français.

## Biographie
Il est le fils aîné de Marc Antoine Jullien, chirurgien à Bourg-de-Péage, et de Claire Larat, qui ont eu 14 enfants. 
Ayant des ambitions littéraires, Marc-Antoine Jullien se rend à Paris: en décembre 1763, il écrit à Jean Jacques Rousseau que depuis quatre mois, il « étudie en rhétorique au collège des Grassins sous M. Le Beau cadet...»; l'année suivante, il obtient le "premier prix des nouveaux" en amplification française. Ses succès lui valent la protection de l'abbé Mably, qui le présente à Marie Louise Nicole de La Rochefoucauld duchesse d'Enville (1716-1797) ; celle-ci le charge en 1766 de l’éducation de son petit-fils, le prince de Léon, charge qu'il exerce au moins jusqu'en 1768. Marc-Antoine Jullien est aussi lié à l'avocat général au parlement de Grenoble, Joseph Michel Antoine Servan (1737-1807).
Vers 1774, il épouse Rosalie Ducrolay, fille d'un négociant de Pontoise, avec laquelle il a deux fils dont le cadet, Marc-Antoine, deviendra un proche de Robespierre durant la Révolution. Celle-ci a laissé une importante correspondance publiée en partie en 1881 par son arrière-petit-fils, Édouard Lockroy.
En 1779, ils sont les parrain et marraine de Marc Charles Camille Nugues, fils de Claude Etienne Nugues, négociant à Romans, et de Charlotte Enfantin.

### Un couple engagé dans la Révolution
Jullien accueille avec enthousiasme la  Révolution, et entretient une active correspondance avec ses compatriotes du Dauphiné, où transparaissent ses sentiments sur les événements parisiens. Cela lui vaut une réputation de patriote dans le département de la Drôme, qui l’élit député suppléant à l’Assemblée législative (1791) et président de l’assemblée électorale du département (1792).
Le 5 septembre 1792, il est élu député de la Drôme à la Convention (1er sur 9 avec 395 voix sur 468). Siégeant sur les bancs de la Montagne, il dirige sa première motion contre le général de Montesquiou, que « tous les soldats de son armée regardaient comme un traître ». Le 26 décembre 1792, il prononce un discours véhément, plusieurs fois interrompu par des cris, pour appuyer la motion de Duhem, qui avait demandé que Louis XVI soit jugé sans désemparer, mais l’Assemblée passe à l’ordre du jour. Lors du procès de Louis XVI, il vote pour la mort sans appel ni sursis, assurant, au troisième appel : « J’ai toujours haï les rois, et mon humanité éclairée a écouté la voix de la justice éternelle ; c’est elle qui m’ordonne de prononcer la mort contre Louis Capet ». Adversaire des Girondins, il réplique à Lanjuinais, qui attaquait les auteurs de la révolution du 31 mai, qu’il calomnie les habitants de Paris.
Il est dénoncé par Tallien et Carrier après la chute de Robespierre comme l’agent et le protégé de Robespierre, parce que son fils, Jullien de Paris, avait été membre du Comité exécutif de l’instruction publique.
Après la session, Jullien vit à l’écart des affaires publiques. Résidant à Paris, il se consacre à la littérature et à la poésie, publiant quelques opuscules dans le Mercure en 1802 et en 1803.
Sous la Restauration, il se retire dans ses propriétés de la Drôme. Ayant refusé de signer l’Acte additionnel durant les Cent-Jours, il échappe, en 1816, à la loi contre les régicides, et son exil se borne à quelques mois de résidence surveillée à Barcelonnette.
Mort accidentellement en tombant d’un balcon, il est inhumé au cimetière de Pizançon. Il était le grand-père du journaliste et diplomate Auguste Jullien, de l’ingénieur Adolphe Jullien et l’arrière-grand-père d’Édouard Lockroy.
Les papiers personnels de la famille Jullien de la Drôme sont conservés aux Archives nationales sous la cote 39AP.